# Úny
Úny es un pueblo húngaro perteneciente al distrito de Esztergom, condado de Komárom-Esztergom.

## Superficie
Cuenta con una superficie de 11,58 km².

## Demografía
Hasta 2024 la población era de 728 habitantes, con una densidad de población de 62,86 hab/km².
| Gráfica de evolución demográfica de Úny entre 2020 y 2024 |
|                                                           |
| Datos según la Oficina Central de Estadística de Hungría. |